# Kayea macrophylla
Espèce
Synonymes
- Kayea macrophylla Kaneh. & Hatus.[2]

Statut de conservation UICN

 VU D2 : Vulnérable
Kayea macrophylla est une espèce de plantes à fleurs de la famille des Calophyllaceae.

## Publication originale
- Botanical Magazine, Tokyo 56: 571, t. 1942.